# Rhyothemis cognata
Rhyothemis cognata – gatunek ważki z rodziny ważkowatych (Libellulidae).